# Dassault MD 315 Flamant
Dassault Flamant — французский двухмоторный лёгкий многоцелевой самолёт, производившийся после Второй мировой войны компанией Dassault Aviation для ВВС Франции.

## История
В июне 1945 года ВВС Франции объявили конкурс на поставку лёгкого связного самолёта с двигателями Lorraine Bearn. Для участия в нём Марсель Дассо представил доработку выполненного во время немецкой оккупации компанией Bordeaux-Aeronautique проекта BA 30. В июле 1946  года был получен заказ на два прототипа:
- MB 303, связной и учебно-пилотажный;
- MB 301, учебный самолет для навигации и бомбардировки.

Прототип MD 303 совершил первый полёт 10 февраля 1947 года. Дассо, считавший мощность двигателей Lorraine Bearn 6D недостаточной, в инициативном порядке и за свой счёт разрабатывает модификацию MB 315, оснащённой моторами SNECMA 12S, французской версией немецкого Argus As 411 производство которых после 1945 года продолжалось компанией Renault. Первый полёт MB 315 состоялся 6 июля 1947 года.
MD.315 удалось одержать победу в конкурентной борьбе с SO.94 Corse и NC 701 Martinet (модификация Siebel 204): в декабре 1947 года поступил первый официальный заказ на 65 самолетов, затем в декабре 1948 второй на 230 самолетов, и, наконец, последние в конце 1950 года на последние 25 экземпляров.
Выпуск самолёта проводился на новом заводе Dassault в Бордо-Мериньяк. Серийный образец представлял собой низкоплан с двойным вертикальным оперением и трёхстоечным шасси с двигателями Renault 12S.
По рекомендации Министерства авиации производство узлов самолёта было распределено между следующими компаниями:
- фюзеляж в Тулузе, SNCASE;
- крылья в Рошфоре, SNCASO ;
- центроплан в Бурже, SNCAN ;
- оперение, элероны и закрылки в Пюто, Morane-Saulnier.

На заводе в Талансе, проводилась сборка и лётные испытания.
Первый серийный шестиместный транспортник MD.315 (Flamant I) получен французскими ВВС 27 февраля 1949 года. За этой первоначальной версией следуют другие варианты:
MB.312 (Flamant II), дублированное управление для обучения пилотов, (первый полёт 27 апреля 1950 года);
MB.311 (Flamant III), остеклённая кабина штурмана для обучения навигации и бомбардировке, (29 марта 1948 года).
Поставки прекращены в 1954 году. Самолёты, официально введенные в эксплуатацию в 1951 году, использовались ВВС Франции до 1982 года.
В 1950-х годах были разработала несколько прототипов для гражданского рынка: MB.316X (первый полёт 19 июля 1952 года), MB.316T (7 июня 1953 года) и MB.312B (20 февраля 1954 года, соответственно). Заказы на них не поступали.

## Применение
Самолёт использовался как транспортный, морской патрульный и лёгкий штурмовик, а также для обучения пилотов, штурманов и бомбардиров. Во время войны в Алжире на него устанавливали ПТУР Nord SS.11 и AS.11, пулемёты, бомбы и неуправляемые ракеты. Flamant MD 311 из GOM.86 "Grands Ergs" в 1956 году использовали SS.11 против укреплённых пещер мятежников. Результатом успешного боевого применения стало появление в ВВС Армии Франции ударных вертолётов..
Самолёты Flamant оставались в строю до 1981 года. Кроме ВВС Франции, они служили также в ВВС Камбоджи, Мадагаскара, Туниса, и Вьетнама.

## Модификации
MB 30-1проект самолёта для обучения бомбардиров и штурманов;
MB 30-2проект санитарного и колониального самолёта;
MB 30-3проект связного и учебного самолёта;
MD 303
Прототип, двигатели Bearn 6D (410 л.с), 1 экземпляр;
MD 311
самолёт для обучения бомбардиров, штурманов и операторов аэрофотосъёмки, построен 41 (1 прототип + 40 серийных, №№ 254 - 293), остеклённый нос, двигатели SNECMA 12S (410 л.с).
MD 312шестиместный связной, транспортный и учебный самолёт (для обучения пилотов многомоторных ЛА), нос без остекления, двигатели SNECMA 12S  (410 л.с), построено 118 (137 - 253),.
MD 312Mмногоцелевой самолёт для авиации ВМС Франции. Построено 25 (294 - 318).
MD 312Bэкспериментальная модификация большей грузоподъёмности, двигатели SNECMA 12S (410 л.с). Позже использовался при разработке радара для Mirage IV. 1 экземпляр;
MD 31510-местный многоцелевой самолёт, двигатели SNECMA 12S (410 л.с), построено 137 (1 - 136);
MD 316Tоднокилевое вертикальное оперение и 800-сильные звездообразные двигатели Wright R-1300-CB7A1 Cyclone, 1 прототип;
MD 316XMD 315 с 820-сильными звездообразными двигателями SNECMA 14X Super Mars, 1 экземпляр.

## Операторы
Франция
- ВВС Франции (MD 315, MD 312, MD 311)
- Авиация ВМС Франции (MD 312)

 Камбоджа
- Королевские ВВС Камбоджи (MD 315)

 Кхмерская Республика
- Кхмерские военно-воздушные силы

- ВВС Республики Вьетнам (50 MD 312 и MD 315)

 Камерун
- ВВС Камеруна (5 MD 315)

 Мадагаскар
- Воздушные и морские силы Мадагаскара (6 MD 315 и MD 312)

 Тунис
- ВВС Туниса (12 MD 312)

## Тактико-технические характеристики (MD 315)
Источник данных: Jane's All The World's Aircraft 1953–54

Технические характеристики
- Экипаж: 2 человек
- Пассажировместимость: 10 человек
- Длина: 12,50 м
- Размах крыла: 20,70 м
- Высота: 4,5 м
- Площадь крыла: 47,2 м?
- Масса пустого: 4 250 кг
- Максимальная взлётная масса: 5 800 кг
- Силовая установка: 2 × воздушных Renault 12S 02-201
- Мощность двигателей: 2 × 590 л.с.

Лётные характеристики
- Максимальная скорость: 380 км/ч
- Крейсерская скорость: 300 км/ч
- Практическая дальность: 1 200 км
- Практический потолок: 8 000 м
- Скороподъёмность: 5,0 м/с

Вооружение
- Стрелково-пушечное: 2 x 12,7-мм пулемёта Браунинг[7]
- Точки подвески: 4[7]
- Неуправляемые ракеты: 4 x 105-мм ракеты или 4 x пусковые установки Matra (7 x 68-мм ракет в каждой)[7]
- Бомбы: 4 x 50 кг[7]

## Аварии и катастрофы
| Дата       | Принадлежность            | Номер      | Место                          | Описание/причина                         | Жертвы |
| 27.04.1951 | Dassault Aviation         | U          | Франция                        | вынужденная посадка                      | 0      |
| 29.06.1951 | ВВС Франции               | 137        | Мон-де-Марсан, Ланды           | отказ шасси                              | 0      |
| 20.11.1952 | ВВС Франции               | 106        | Вьетчи, провинция Футхо        | вынужденная посадка                      | 0      |
| 26.01.1954 | Авиация ВМС Франции       | 10.S.14    | Сент-Максим, Вар               | врезался в гору                          | 6      |
| 21.12.1956 | ВВС Франции               | 7          | Истр, Буш-дю-Рон               |                                          | 5      |
| 13.08.1957 | ВВС Франции               | 56         | Тауланару, Тулиара, Мадагаскар |                                          | 5      |
| 7.10.1957  | Авиация ВМС Франции       | 11.S.12    | Канны, Приморские Альпы        | неразблокирован руль высоты              | 5      |
| 5.12.1961  | Авиация ВМС Франции       | 3.S.       | Сольес-Тука, Вар               | врезался в гору во время полёта в тумане | 3      |
| 24.10.1963 | ВВС Франции               | 248        | Сент-Пьер-ля-Мер, Од           | упал в море                              | 4      |
| 25.08.1966 | ВВС Франции               | 268/F-TEKI | Монз, Од                       | врезался в гору                          | 4      |
| 31.08.1967 | ВВС Франции               | 171        | Ноан-ан-Грасе, Шер             |                                          | 5      |
| 15.07.1969 | ВВС Франции               | 209        | Боссе-сюр-Клез, Эндр и Луара   |                                          | 4      |
| 13.08.1969 | ВВС Франции               | 292        | Обьет, Жер                     | столкновение в воздухе                   | 4      |
| 13.08.1969 | ВВС Франции               | 256        | Обьет, Жер                     | столкновение в воздухе                   | 4      |
| 13.02.1988 | Французский музей авиации | F-AZEP     | Франция                        |                                          | 6      |
| 5.09.1999  | частный                   | F-AZAI     | Исуар, Пюи-де-Дом              |                                          | 2      |

## Самолёт в массовой культуре

### Кинематограф
- Если парни всего мира... (1956)[9]
- Подозреваемые (1957)
- телесериал Рыцари неба (1967-70)
- Обещание на рассвете (1970)
- Дурная кровь (1986)
- Любимая тёща (1999)

### Стендовый моделизм
- Azur A087 - MD.311 Flamant 1/72
- Azur A028 - Dassault MD. 312/315 Flammant 1/72 (Short run)
- FSC Aerokit - Dassault MD-312 Flamant 1/72 (resin kit)